# Meliplebeia gambiana
Meliplebeia gambiana là một loài Hymenoptera trong họ Apidae. Loài này được Moure mô tả khoa học năm 1961.